# قلعة زيارتغاه
قلعة زيارتغاه هي قلعة تاريخية تعود إلى القاجاريون، وتقع في زيارتغاه، مقاطعة كرمان.